# 자갈선

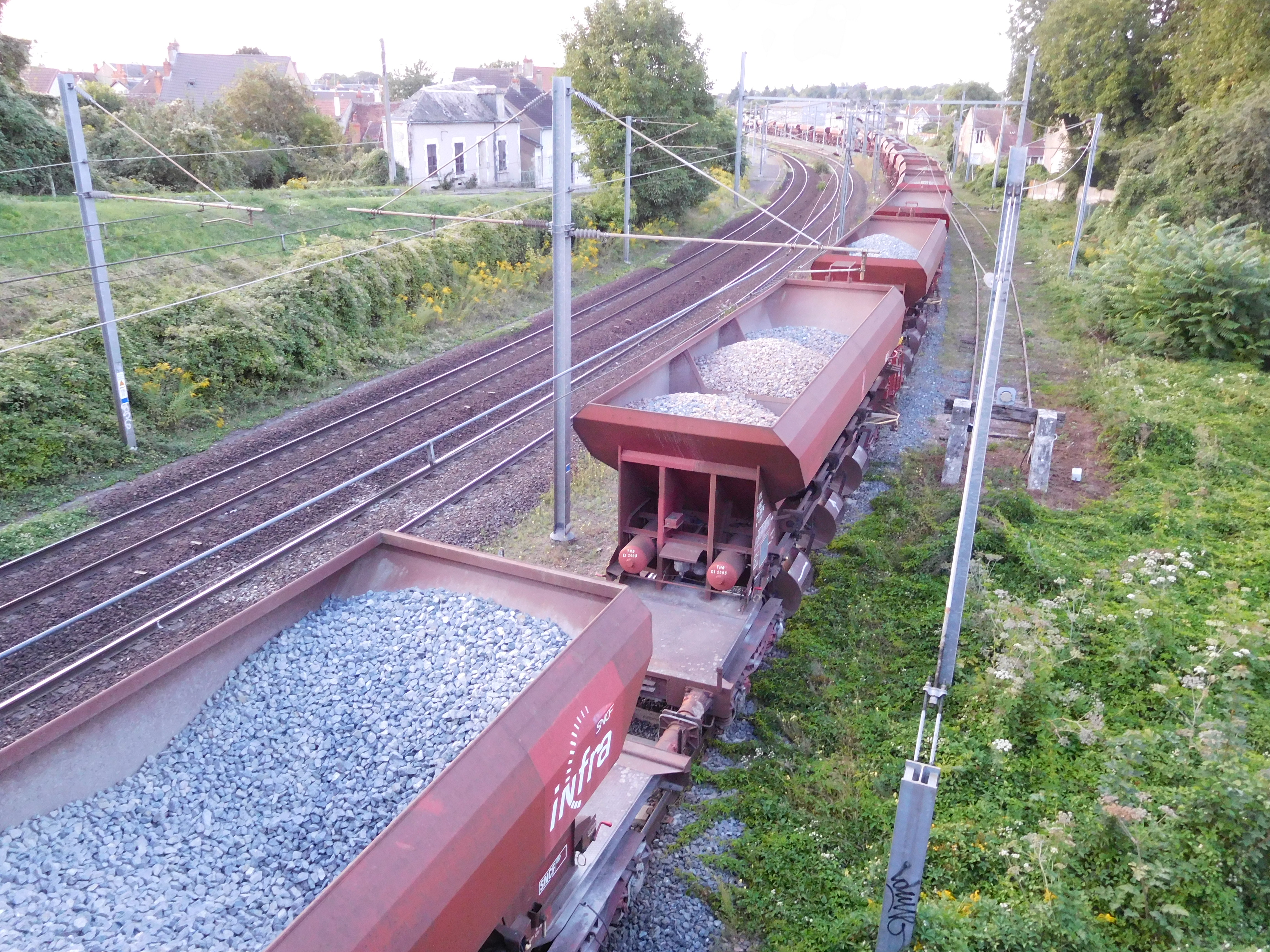
프랑스에서 도상자갈을 운반하는 모습

자갈선은 골재의 채석장을 철도역이나 본선과 연결하여 자갈을 캐고 화차에 실어 운송할 수 있도록 한 철도이다. 사리선(砂利線)이나 사리채취선(砂利採取線)이라고도 불렀다.

## 나라별 현황

### 한국
한국의 철도가 시작된 이래 자갈선은 한반도의 각 지역에 부설되었다. 박천선은 원래 평안북도 박천군에 있는 맹중리역의 자갈선이었는데, 선로를 보강하여 1926년 12월 10일 영업을 개시하였다. 수려선에는 신갈천에서 자갈을 캐는 자갈선이 있었다. 한강에도 자갈선이 부설되었다.
남북분단 이후에도 자갈선은 존재하였다. 중앙선 운산역의 자갈선에는 한국 전쟁 당시 탄약보급소가 설치되어 있었다. 1930년대에 부설되어 경부선과 수인선에 자갈을 공급하던 안양역의 수리산 방향 자갈선은 1980년대 초반까지 이용되었다. 중앙선 평은역에는 1968년 5월 10일에 청(廳) 자갈선이 신설되었고, 2012년 7월에 취급을 중지하였다. 경부선 추풍령역과 교외선 온릉역에도 자갈선이 부설되어 있었으나, 현재는 사용되지 않는다. 아직 쓰이는 자갈선으로 정선선 쇄재1터널의 북쪽에서 분기하는 쇄재자갈선이 있는데, 2007년 남북 열차 시험운행을 위하여 복원된 동해북부선의 노반에도 이 선로로부터 운반한 자갈이 깔렸다.

### 일본
철도의 부설에 따라 도상자갈에 대한 수요가 늘고, 철근 콘크리트 공법으로 지어지는 건축물이 증가하자 시멘트의 원료로 자갈이 필요해지면서, 20세기 초반부터 일본에서는 대도시 주변의 하천 부지에 자갈선이 많이 부설되었다. 도쿄 주변의 경우, 1907년에 개업한 타마가와선이 최초였다. 철도를 이용한 화물 수송 중 자갈 수송의 비중이 크게 줄고, 도시의 확장에 따라 1960년대 이후에는 자갈선이 여객철도로 전환되는 추세이다.

## 같이 보기
- 도상자갈(영어판)